# Nion Tucker
Nion Robert Tucker (* 21. August 1885 in Suisun City, Kalifornien; † 22. April 1950 in San Francisco) war ein US-amerikanischer Bobfahrer und Unternehmer.
Tucker studierte an der University of California und arbeitete ab 1909 als Investitionsmakler. 1920 wurde er Geschäftsführer des Unternehmens Bond, Goodwin & Tucker. Er nahm an den Olympischen Winterspielen 1928 in St. Moritz teil und gewann mit dem Fünferbob die Goldmedaille.
1929 war Tucker an der Gründung von United Airlines, die durch die Fusion mehrerer kleiner Fluggesellschaften entstand, beteiligt. Später gehörte er dem Verwaltungsrat des San Francisco Chronicle an. Ab 1946 war er als Viehzüchter tätig und organisierte zahlreiche Vieh- und Pferdeausstellungen. Er machte den Cow Palace in San Francisco zu einem der führenden Anbieter von Veranstaltungen dieser Art.